# Dotto cocleare

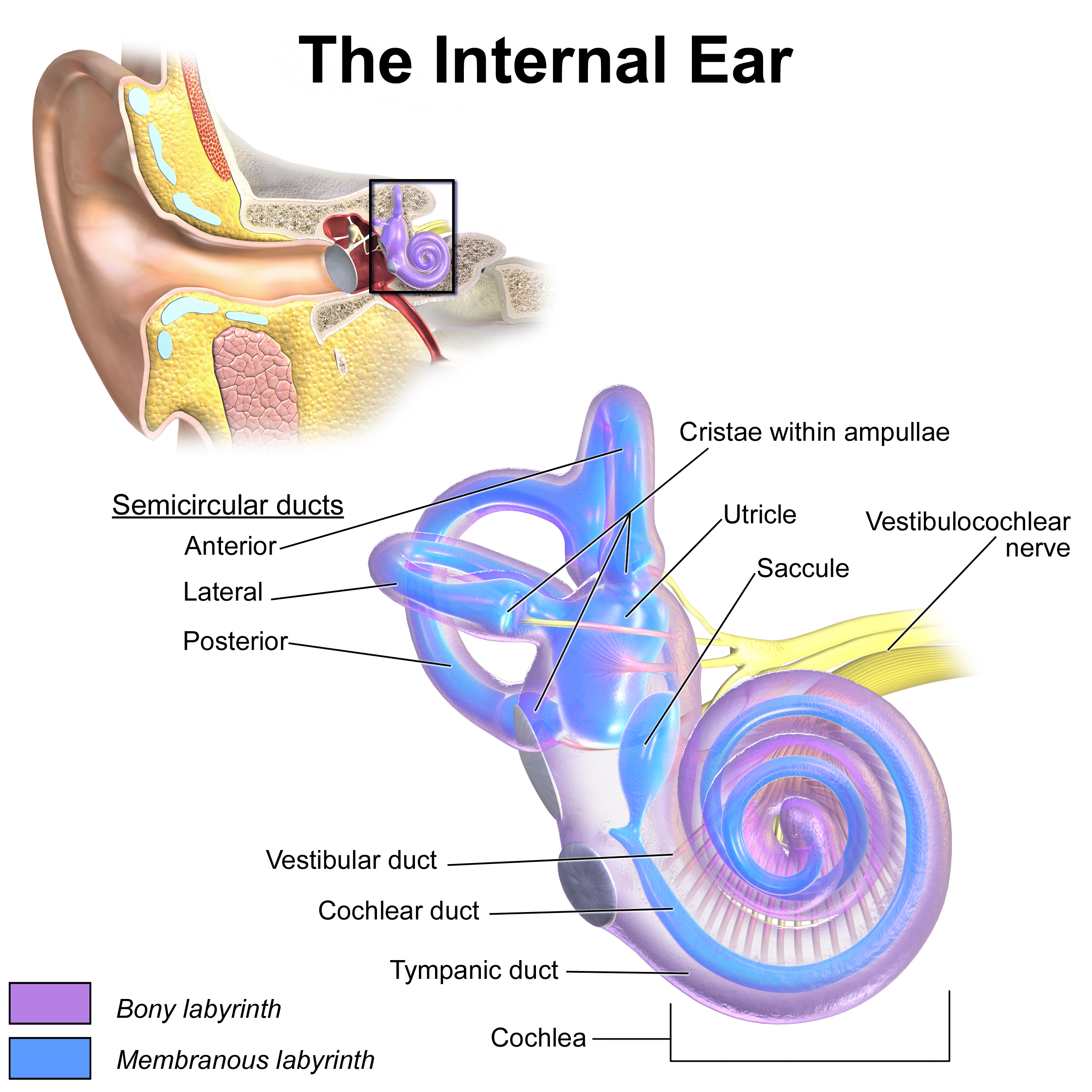
Orecchio interno con il dotto cocleare

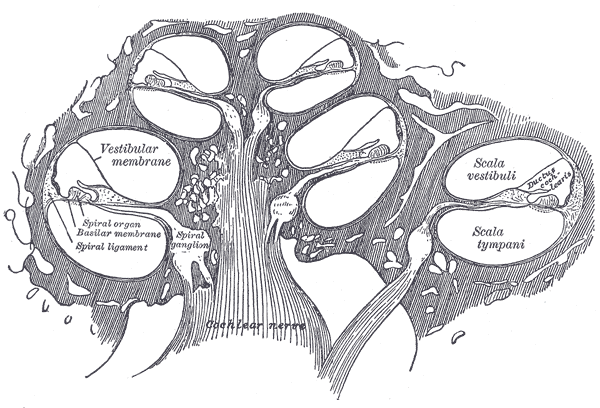
Sezione longitudinale della coclea con indicato il nome latino ductus cochlearis

Il dotto cocleare o scala media è una cavità della coclea, nell'orecchio interno, in cui circola l'endolinfa, ed è situata tra il dotto timpanico e il dotto vestibolare, separato dalla membrana basilare e dalla membrana vestibolare.
Il dotto cocleare contiene l'organo del Corti ed è collegato al Sacculo tramite il dotto di Hensen (o ductus reuniens).

## Galleria d'immagini

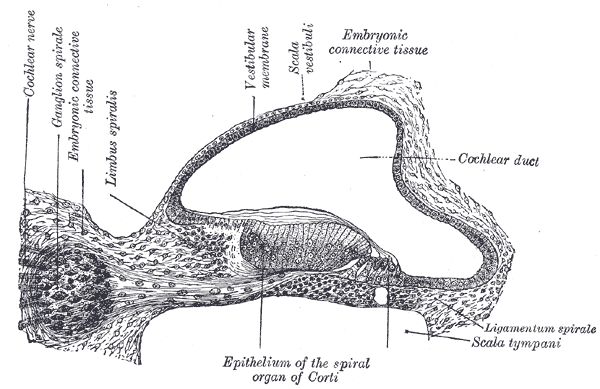
Sezione trasversale del dotto cocleare in un feto di gatto.
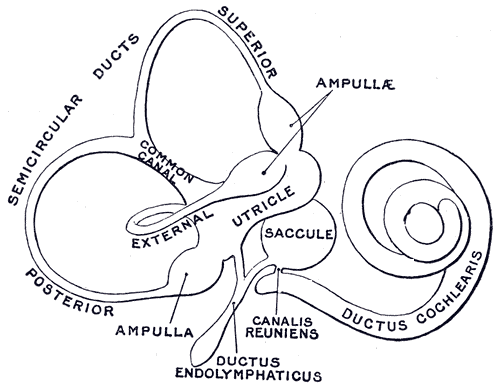
Labirinto membranoso.
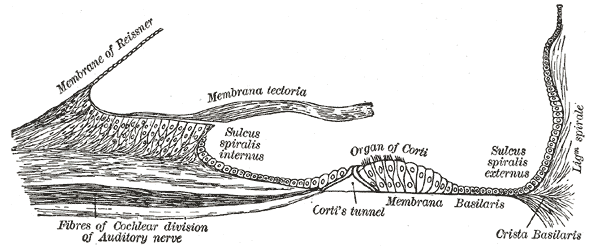
Pavimento del dotto cocleare.
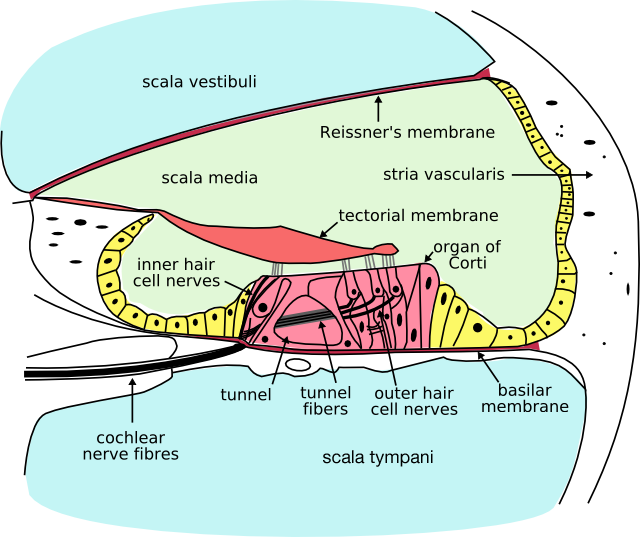
Sezione della coclea.